# Kosmofilm
Kosmofilm war eine Filmproduktionsgesellschaft in Warschau von 1913 bis 1915. Es produzierte ungefähr 20 jiddische Spiel- und Dokumentarfilme.
Gründer waren Henryk Finkelstein und Samuel Ginzburg.
Die Schauspieler kamen meist aus dem Jiddischen Theater von Abraham Isaak Kamiński in Warschau.

## Produktionen (Auswahl)
- Hercele mejuches (Fatalna klątwa), 1913
- Gots sztrof (Kara Boża), 1913
- Zajn wajbs man (Bigamistka), 1913
- Di szichte (Ubój), 1914
- Di shtifmuter (Macocha), 1914
- Dem chasons tochter (Córka kantora), 1914
- Di fersztojsene tochter (Wyklętna córka), 1915